# Alexandru Pașcenco
Alexandru Pașcenco (n. 28 mai 1989, Tiraspol, RSS Moldovenească, URSS) este un fotbalist moldovean care evoluează la clubul Naft Masjed Soleyman F.C. din Iran.

## Palmares
Zimbru Chișinău
- Supercupa Moldovei (1): 2014